# Перерва (платформа)
Пере́рва (рос. Перерва) — зупинний пункт/пасажирська платформа Курського напрямку Московської залізниці, у складі лінії МЦД-2. Розташовано у Москві. Знаходиться в межах станції Любліно-Сортувальне в її парку Любліно-Південне.
Відкрита в 1894 році. Названа за відомою з XVI ст. слободою Перервинського монастиря.
Адміністративно платформа знаходиться на межі районів Мар'їно та Печатники (мікрорайон Кур'яново).
Є безпересадкове пряме сполучення на Ризький та Смоленський (Білоруський) напрямки.
Пасажирське сполучення здійснюють електропоїздами. Безпересадкове сполучення здійснюється (найвіддаленіші точки на грудень 2010 року):
- На північ:
  - У напрямку від Царицино до станцій: Волоколамськ, Усово, Звенигород, Бородіно.
  - У напрямку до Царицино зі станцій Рум'янцево, Звенигород, Усово.
- На південь у напрямку до/зі станції Тула-1 Курська.

Платформа обладнана однією квитковою касою на платформі «до Москви», не обладнана турнікетами.
Поруч з платформою розташоване моторвагонне депо Перерва, яке обслуговує Курський і частково Ризький та Смоленський напрямки МЗ.

## Пересадка
- Автобуси: 35, 161, 292, 438, 646, 703, 704, 736, 749